# Chiesa di San Michele Arcangelo (Besate)
La chiesa di San Michele Arcangelo è la parrocchiale di Besate, in città metropolitana e arcidiocesi di Milano; fa parte del decanato di Abbiategrasso.

## Storia
La prima citazione di una chiesa a Besate è da ricercare in un documento datato 1206; nel Liber Notitiae Sanctorum Mediolani, redatto nel XIII secolo da Goffredo da Bussero, si legge che essa dipendeva dalla pieve di Casorate, come confermato anche dalla Notitia cleri del 1398 e dal Liber seminarii del 1564.
Al principio del XVII secolo l'arcivescovo di Milano Federico Borromeo, durante la sua visita pastorale, avendo rilevato il pessimo stato del luogo di culto, ne impose la ricostruzione dalle fondamenta. Così, nel 1615 iniziarono i lavori di riedificazione della parrocchiale, la quale venne portata a compimento nel 1630; nei cinquant'anni successivi furono realizzati gli altari laterali e le decorazioni.
Tra il 1698 e il 1699 venne eretta secondo il progetto dell'ingener Attilio Arrigoni la torre campanaria, sorta sul luogo dove precedentemente si trovava la canonica.
Dalla relazione della visita pastorale del 1747 dell'arcivescovo Giuseppe Pozzobonelli si apprende che la parrocchiale, in cui aveva sede la confraternita del Santissimo Sacramento, aveva come filiali gli oratori di San Rocco nuovo, di San Rocco vecchio, della Beata Maria Vergine dello Zerbo, dei Santi Biagio e Carlo e di Santa Croce in Gerusalemme in località Ghisalbe.
Nella seconda metà del XIX secolo la chiesa fu abbellita con affreschi e decorazioni realizzati da Paolo Barbotti, Luigi Folateli e Giuseppe Nardini.
Nel 1972, in seguito alla riforma della suddivisione territoriale dell'arcidiocesi voluta dall'arcivescovo Giovanni Colombo, la parrocchia passò dal vicariato di Casorate Primo al decanato di Abbiategrasso.
Sempre negli anni settanta si procedette all'esecuzione dell'adeguamento liturgico secondo le usanze postconciliari mediante l'aggiunta dell'ambone e dell'altare rivolto verso l'assemblea.

## Descrizione

### Esterno
La facciata della chiesa, rivolta a occidente e rimasta incompiuta, è suddivisa in due registri: quello inferiore, affiancato da due ali minori e scandito da lesene, presenta centralmente il portale d'ingresso e ai lati due nicchie vuote, mentre quello superiore è caratterizzato unicamente da una finestra.

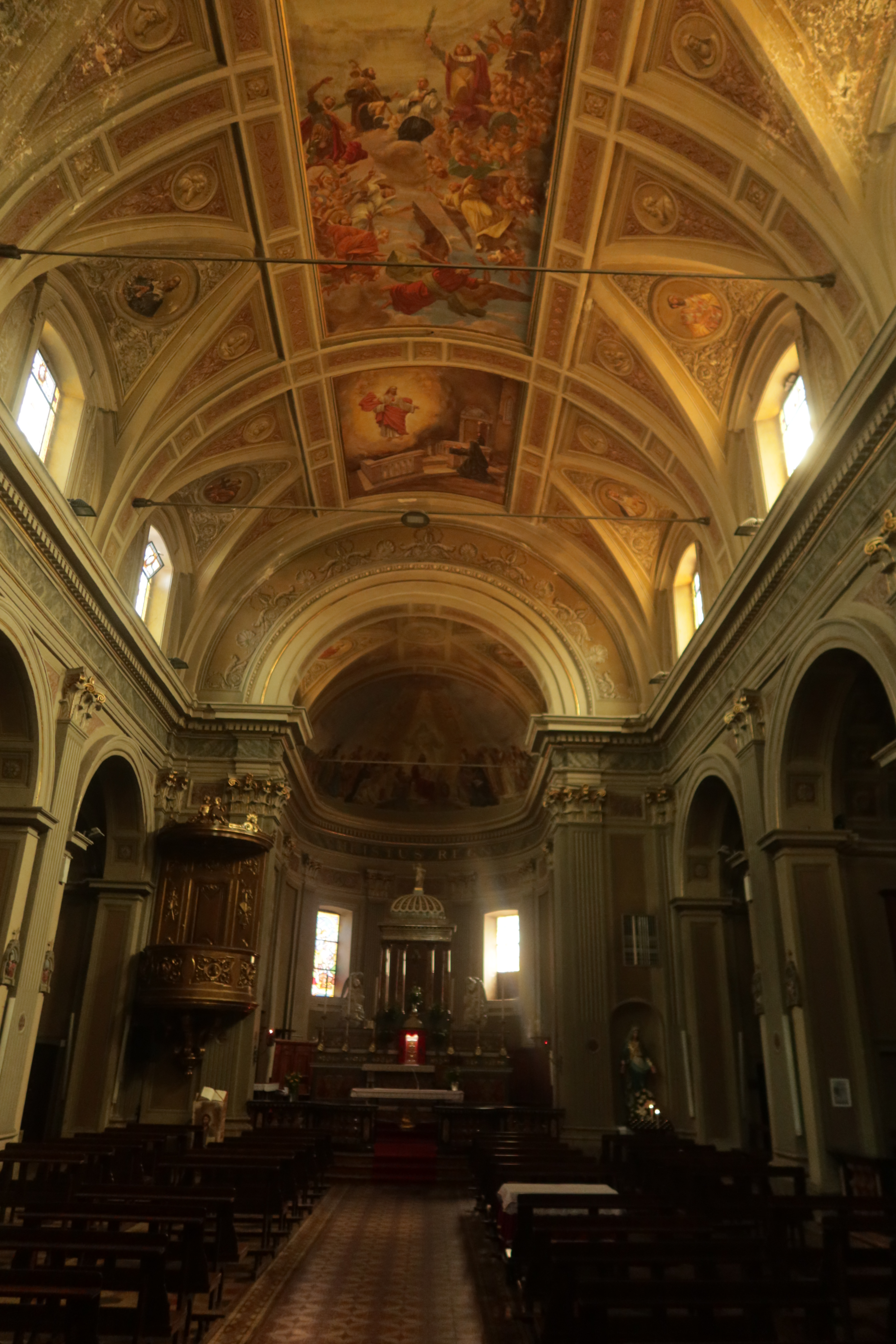
L'interno

Annesso alla parrocchiale è il campanile in mattoni a base quadrata, la cui cella presenta su ogni lato una monofora a tutto sesto ed è coperta dal tetto a quattro falde.

### Interno
L'interno dell'edificio si compone di un'unica navata, sulla quale si affacciano le cappelle laterali, introdotte da archi a tutto sesto, e le cui pareti sono scandite da paraste terminanti con capitelli corinzi e sorreggenti la trabeazione modanata e aggettante sopra la quale si imposta la volta a botte; al termine dell'aula si sviluppa il presbiterio, rialzato di alcuni gradini, delimitato da balaustre e chiuso dall'abside di forma semicircolare.
Qui sono conservate diverse opere di pregio, tra le quali la tela con soggetto Sant'Andrea che abbraccia la Croce, eseguita da Sebastiano Conca nel XVIII secolo, e una copia della pala di Marco d'Oggiono raffigurante la Madonna col Bambino.